# Shower (malabarismo)

A animação mostra uma versão de 3 bolas. A notação siteswap para padrões de shower é (2n-1)1, em que 'n' é o número de objetos manipulados (ou seja, '31' para 2 bolas, '51' para 3 bolas, '71' para 4 bolas, etc.)

No Malabarismo de arremesso, o shower é um padrão de malabarismo para 3 ou mais objetos, mais comumente bolas ou beanbags, em que os objetos são lançados em um movimento circular.
As bolas (ou outro objeto) são lançadas para o alto de uma mão para a outra, enquanto a outra mão passa a bola de volta horizontalmente. "No padrão do shower, cada bola é lançada em um arco alto da mão direita para a esquerda (ou vice-versa) e depois rapidamente passada com um lançamento baixo da esquerda para a mão direita (ou vice-versa)." Ao inverter constantemente a direção, o padrão box pode ser formado.
Existem dois tipos diferentes de shower: shower síncrono, em que as duas mãos jogam a bola ao mesmo tempo, e o shower assíncrono. O half-shower se assemelha ao shower padrão, mas possui sitewap 3.
Este padrão de malabarismo é considerado "uma das melhores de todas as rotinas para fortalecer e melhorar a agilidade e a coordenação geral". Uma variante do shower ou distorção da forma do half-shower, a Estátua da Liberdade (siteswap 3), envolve uma mão acima da cabeça.

## Dificuldade
Uma atração do padrão shower é que ele não muda com o aumento do número de adereços. "Os adereços seguem uns aos outros em círculos." O padrão de quatro bolas é exatamente igual ao padrão de três bolas, exceto que as bolas são lançadas mais alto ou mais rápido. Isso é diferente de um padrão cascata para números ímpares de adereços, que devem ser manipulados como uma fonte se outro adereço for adicionado (somando um número par de objetos).
O shower mais fácil é o shower de duas bolas, que muitas pessoas costumam também considerar, equivocadamente, como um padrão de malabarismo. Solicitada a demonstrar malabarismo com dois objetos, uma pessoa comum provavelmente jogará um para o alto, passará pelo outro e pegará o primeiro com a outra mão. Executado continuamente, este é um shower de duas bolas. No entanto, este shower de dois objetos não é definida como malabarismo de arremesso, que é mais comumente definido como a manipulação de mais objetos do que o número de mãos que fazem a manipulação.
Um shower de três bolas é significativamente mais difícil para um iniciante do que uma cascata de três bolas, devido à altura, velocidade e assimetria dos dois arremessos. No entanto, uma vez dominado, é fácil executá-lo por longos períodos ou combiná-lo com outros truques. "O shower é mais complicado do que a cascata, mas algumas pessoas acham que o movimento vem naturalmente para elas."